# Chisato
Chisato (千聖,, estilizado em maiúsculas) (Tóquio, 4 de outubro de 1971) é um músico, guitarrista e cantor japonês. Originalmente conhecido por fazer parte da banda Penicillin desde 1992, em 1996 ele iniciou uma carreira solo que teve sucesso nacional. Desde 2003 também atua no projeto solo Crack6.

## Carreira

### Juventude e primeiros anos
Chisato começou a tocar instrumentos musicais por influência de seu pai, que tocava trompete, no entanto Chisato costumava tocar piano. No ensino médio, ele começou a tocar guitarra e formou sua primeira banda no terceiro ano, em um festival. Após se formar, ele entrou na Universidade de Tokai, onde conheceu os outros membros do Penicillin (Hakuei, Gisho e O-Jiro) e formou a banda em 1992. Eles trabalhavam empregos de meio período na região da estação de Hon-Atsugi, em Kanagawa.

### Estreia na Penicillin e carreira solo (1996–2001)
Em 1996, juntamente à estreia do Penicillin na Tokuma Japan, Chisato iniciou uma carreira solo assumindo vocais e guitarra, apesar de nunca ter cantado antes. Ele foi convidado a iniciar uma carreira solo pelo chefe do departamento de produção da Tokuma Japan. Estreou com o single "Dance With the Wild Things", que deu ao músico o top 10 da Oricon logo na sua estreia. Em entrevista á Barks, ele contou que essa foi a única música das que ele compôs que foi aprovada pela gravadora; ele desejava fazer algo dentro do heavy metal e hard rock, porém o single se aproxima mais do rock digital. Seu primeiro álbum completo foi lançado em setembro, chamado Organic Groover, e também ficou em décimo na parada japonesa. No ano seguinte lançou o single "Venus" e depois em 1997 "Kick!", que foram usados como trilha sonora de séries de televisão japonesas. Em 1999 ele se apresentou no Nippon Budokan e no The Joint do Hard Rock Hotel em Las Vegas, ambos os shows foram gravados e lançados em álbum ao vivo. Ele foi o primeiro japonês a se apresentar no The Joint. Em maio lançou seu segundo álbum, Cyber Soul Pavillon, com um conceito futurista. A canção "Wake Up!" foi usada como tema de abertura do anime Gokudō-kun Manyūki e a "Cyber Rose" como tema do jogo Air Race Championship. Em 2000 sua carreira solo como Chisato acabou devido a alterações no gerenciamento da gravadora. Ele então trabalhou como compositor para a banda Lucifer. Além da popularidade nacional, Chisato se tornou curiosamente popular na Tailândia quando a rainha consorte afirmou gostar de X Japan, fazendo as rádios do país adquirirem e tocarem músicas japonesas, entre elas o single de "Falling over you" de Chisato.

### Crack6 (2002–presente)
Por volta de 2002, amigos lhe incentivaram a continuar sua carreira solo e em 2003 ele iniciou um novo projeto solo chamado Crack6 (ou Crack 6). Nele, Chisato utiliza o nome de MSTR e o conceito é Hybrid Music Project, onde eles colaboram com músicos de diversos gêneros. Sua intenção foi criar um projeto onde interagisse com vários músicos em vez de fazer algo exclusivamente pessoal. Já em 2007, o guitarrista fez parte da banda de suporte de Acid Black Cherry e o Crack6 se apresentou no evento FanimeCon na Califórnia. Em 2008, o projeto entrou em hiato. No entanto, foi renovado em 2009 e em 2011 lançaram seu primeiro álbum em seis anos Butterfly Effect. No ano seguinte, lançaram o álbum Trickster. Chisato participou do álbum tributo ao Dead End, Dead End Tribute -Song of Lunatics-, em 2013 e neste ano Crack6 lançou os singles "Signalism" e "Loveless". Eles não foram incluídos no EP lançado no ano seguinte, Crazy Monsters Parade.
Bara to Pistol foi o sexto álbum do Crack6, lançado em 1 de junho de 2016. Em comemoração aos 20 anos desde o início de sua carreira solo, ele lançou a coletânea Chisato 20th Anniversary Best Album「Can you Rock?!」 em 2017, tendo suas canções mais famosas regravadas. A lista de faixas foi escolhida pelos fãs, em uma votação no site oficial. Ele contou que "Cyber Rose" foi, de longe, a mais votada. Chisato foi convidado para ser produtor musical do anime Classicaloid e produziu a coletânea Musique para a trilha sonora do anime, e convidou Miku do An Cafe para fazer os vocais. Em 2018, o músico fez um lançamento especial criando uma dupla entre Crack6 e Chisato para o single "Jekyll's Sky/Mad Rider", com convidados especiais. No mesmo ano, participou de um álbum solo de Asagi, da banda D. Em 2019 Crack6 lançou o single "Canaria" e fez uma turnê com o mesmo título. Um álbum com o mesmo conceito do single foi lançado em 2023 chamado Canaria Saishu Gakusho: Coda. Anteriormente em 2021, o grupo havia lançado o single "Break The Darkness". Em janeiro de 2024 Chisato apareceu no programa de rádio de Tatsurō, para falar sobre a coletânea -Ever Blessing- do Crack6, lançada em comemoração aos 20 anos do projeto.

## Equipamento
O músico utiliza duas guitarras que são modelos originais seus, a Chisato "King-V" 21Century e a Chisato "Explosion" Mach55.

## Vida pessoal
O nome verdadeiro de Chisato é Tomoaki Hayashi (林友顕, Hayashi Tomoaki) e ele nasceu em Tóquio em 4 de outubro de 1971. Tem um irmão mais velho, que é dono de um restaurante, e é descendente de Okubo Toshimichi. É fã de Chisato Moritaka, e tem fobia de viajar de avião.

## Discografia

### Como Chisato
Álbuns
| Título                                                | Lançamento              | Posição na Oricon | Tipo             |
| ----------------------------------------------------- | ----------------------- | ----------------- | ---------------- |
| Organic Groover                                       | 21 de novembro de 1996  | 10                | Álbum de estúdio |
| Chisato 1996 Singles                                  | 26 de fevereiro de 1996 | —                 | Coletânea        |
| Organic Groover ver. 2211                             | 26 de fevereiro de 1996 | —                 | Álbum de remix   |
| Cyber Soul Pavillon                                   | 19 de maio de 1999      | 15                | Álbum de estúdio |
| Yabuoto ~Break!~ (破音～BREAK!～)                     | 4 de agosto de 1999     | —                 | Álbum ao vivo    |
| Surf Side Attack!                                     | 25 de novembro de 1999  | 50                | Álbum de estúdio |
| Smash! Smash! Smash! - Chisato Live at Budokan 1999   | 19 de agosto de 2000    | —                 | Álbum ao vivo    |
| Yabuoto ~Break!~ II (爆音-BREAK! II-)                 | 21 de dezembro de 2000  | —                 | Álbum ao vivo    |
| Chisato 20th Anniversary Best Album「Can you Rock?!」 | 7 de junho de 2017      | 36                | Coletânea        |

Singles
| Título                       | Lançamento              | Posição na Oricon | Notas                                        |
| ---------------------------- | ----------------------- | ----------------- | -------------------------------------------- |
| "Dance With the Wild Things" | 24 de setembro de 1996  | 10                |                                              |
| "Kissin' the moonlight"      | 21 de outubro de 1996   | 20                | Tema do programa Mouretsu Asia Taro          |
| "Falling over you"           | 21 de novembro de 1996  | 48                |                                              |
| "Venus"                      | 27 de agosto de 1997    | 10                | Tema de abertura da série Youki Ni Cappucino |
| "Love ~lost in the pain~"    | 29 de outubro de 1997   | 30                |                                              |
| "Kick!"                      | 11 de fevereiro de 1998 | 13                | Tema de abertura da série Ring no Tamashii   |
| "Cyber Rose"                 | 17 de março de 1999     | 28                | Tema do jogo Air Race Championship           |
| "Wake Up!"                   | 19 de maio de 1999      | 20                | Tema de abertura do anime Gokudō-kun Manyūki |
| "Dengeki Missile 2000"       | 27 de outubro de 1999   | 30                | Tema de encerramento do programa Downtown DX |

### Crack6
Álbuns de estúdio
- Trinity (6 de dezembro de 2003)
- Fight Without Frontiers (26 de janeiro de 2005)
- Decade (7 de dezembro de 2005)
- Butterfly Effect (13 de julho de 2011)
- 6 elements (25 de dezembro de 2013)
- Bara to Pistol (1 de junho de 2016)
- Canaria Saishu Gakusho: Coda (6 de junho de 2023)

EPs
- Get fired up (23 de março de 2007)
- Trickster (20 de junho de 2012)
- Crazy Monsters Parade (18 de junho de 2014)
- Change the World (3 de junho de 2015)

Singles
- "Zion" (6 de junho de 2003)
- "Morpheus" (6 de agosto de 2003)
- "Persephone" (6 de outubro de 2003)
- "Bang!" (7 de abril de 2004)
- "Maneuver 6" (7 de julho de 2004)
- "Rocketeer" (10 de novembro de 2004)
- "Owari naki Uta" (終わりなき歌, 6 de junho de 2006)
- "Mirai Paradox" (未来パラドックス, 18 de janeiro de 2012), posição na Oricon: 46[24]
- "Loveless" (13 de fevereiro de 2013), posição na Oricon: 45[24]
- "Signalism (シグナリズム, 31 de julho de 2013), posição na Oricon: 40[24]
- "Canaria" (カナリア, 19 de junho de 2019)

### Outros
- "Jekyll's Sky/Mad Rider" (6 de junho de 2018), como Crack6 feat. Chisato. Tema de encerramento da série Premier MelodiX!.[25]